# Ectobius neavei
Ectobius neavei es una especie de cucaracha del género Ectobius, familia Ectobiidae.

## Distribución
Esta especie se encuentra en República Democrática del Congo, Ruanda y Tanzania.